# Landshut
Landshut és una ciutat de l'estat alemany de Baviera, a la vora del riu Isar. És la capital de la Baixa Baviera, una de les set regions administratives en què es divideix l'estat bavarès. Té aproximadament 60.000 habitants, el que la converteix en la segona ciutat més gran de l'est de Baviera, després de Ratisbona.

## Història
El 1800 per escapar del domini francès, el rei Maximilià I de Baviera va traslladar la Universitat d'Ingolstadt a Landshut. Des del 1802 la universitat va començar a portar el nom d'aquest monarca. Finalment la institució va ser traslladada el 1826 a la capital bavaresa, pel que des de llavors es coneix com a Universitat de Múnic.
Roman Herzog, el polític demòcrata-cristià (CDU) nascut en aquesta ciutat, va ser president d'Alemanya des del 1994 fins al 1999.

## Cultura
A causa del seu característic escut d'armes, de vegades aquesta ciutat és anomenada com "la ciutat dels tres cascos" (en alemany: Dreihelmenstadt). La ciutat té una importància nacional per la seva arquitectura gòtica, com el Castell Trausnitz, o l'església de Sant Martí, considerada com la torre de maó més alta del món. D'altra banda, cada quatre anys té lloc la celebració de "Les Noces de Landshut" o "El casament de Landshut", una festa medieval que commemora la unió entre Jordi el Ric, Duc de Baviera, i Jadwiga Jagelló el 1475.

## Imatges

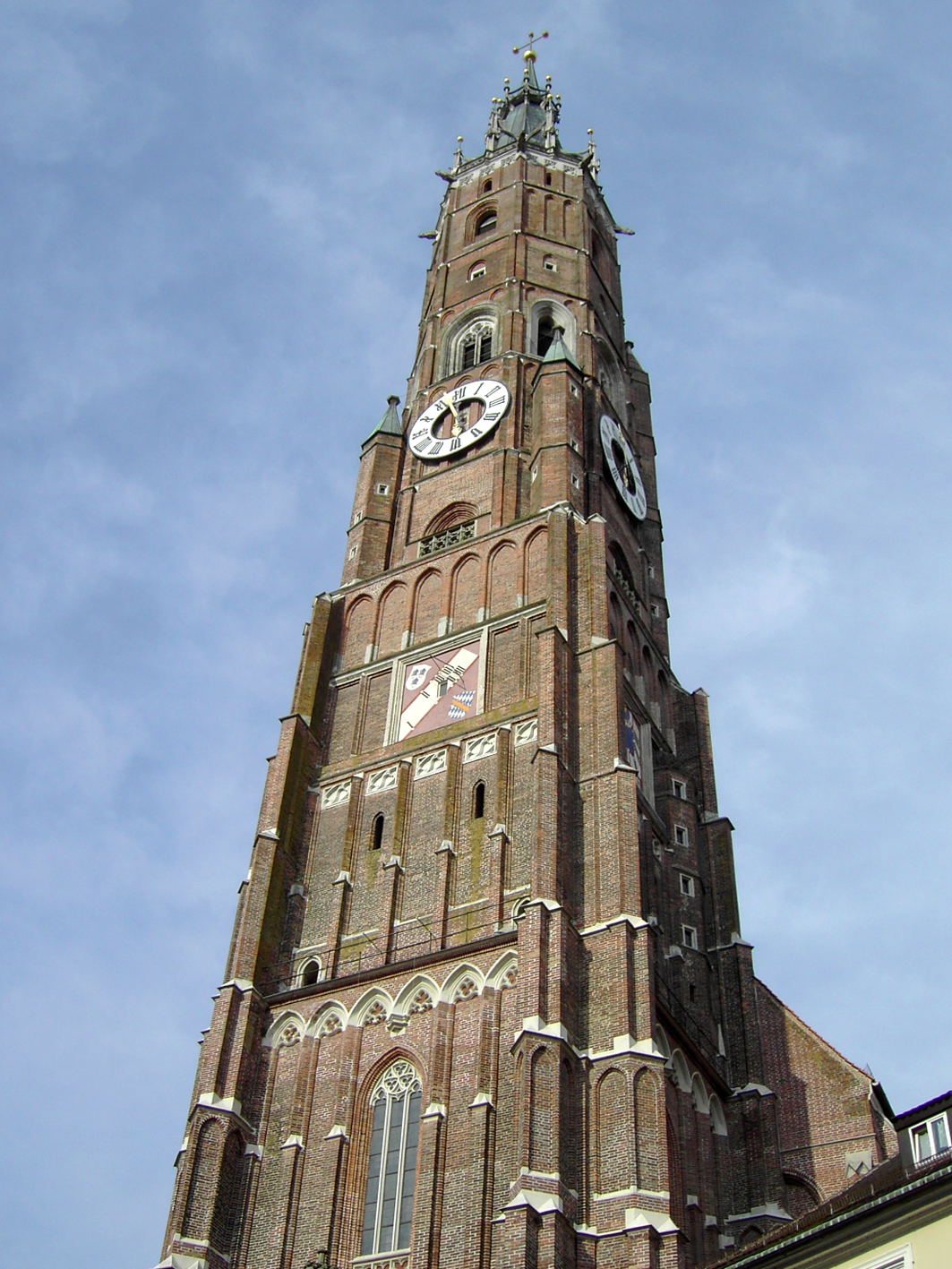
Església de Sant Martí